# بيل كينغ
بيل كينغ (بالإنجليزية: Bill King)‏ هو معلق رياضي أمريكي، ولد في 6 أكتوبر 1927 في بلومنجتون في الولايات المتحدة، وتوفي في 18 أكتوبر 2005 في سان ليندرو في الولايات المتحدة بسبب انصمام رئوي.